# Ernst Fritz (Jurist)
Ernst Fritz (* 11. Juni 1900 in Göppingen; † 5. Februar 1978 in Stuttgart) war ein deutscher Verwaltungsjurist. Zwischen 1956 und 1962 leitete er als Präsident das Bundesaufsichtsamt für das Versicherungs- und Bausparwesen.

## Werdegang
Fritz studierte in Tübingen und Frankfurt am Main und promovierte zum Dr. jur. Anschließend war er im Reichsaufsichtsamtes für das Versicherungswesen angestellt, von dort wurde der seinerzeitige Regierungsrat im Juli 1938 nach dem Anschluss Österreichs zur dortigen Aufsichtsbehörde abgesandt.
Nach dem Zweiten Weltkrieg war Fritz zunächst für das Zonenamt des Reichsaufsichtsamtes für das Versicherungswesen tätig, wo er als Direktor die Überführung in das 1952 neu gegründete Bundesaufsichtsamt für das Versicherungs- und Bausparwesen begleitete. Dort war er unter dem ersten Präsidenten Ernst Schmid zunächst Vizepräsident, nach dessen Tod 1956 rückte er zunächst kommissarisch und anschließend ab 1957 dauerhaft zu dessen Nachfolger als Präsident auf. 1962 trat er aus gesundheitlichen Gründen in den Ruhestand, an der Spitze der Bundesbehörde folgte ihm der bis dato im nordrhein-westfälischen Wirtschaftsministerium tätige Erich Nowak.

## Ehrungen
- 1968: Großes Verdienstkreuz der Bundesrepublik Deutschland